# Rengesukl
Der Rengesukl ist ein 52 m hoher Hügel auf der Insel Babelthuap im Inselstaat Palau im Pazifik. 

## Geographie
Der Hügel liegt im Südwesten der Insel im administrativen Staat Aimeliik zwischen Ngchemiangel und Ngerkeai an der Küste.
Am Fuß des Hügels im Osten befindet sich das Dorf Elechui mit dem Grab Malsol’s Tomb.